# Wietrzychowice

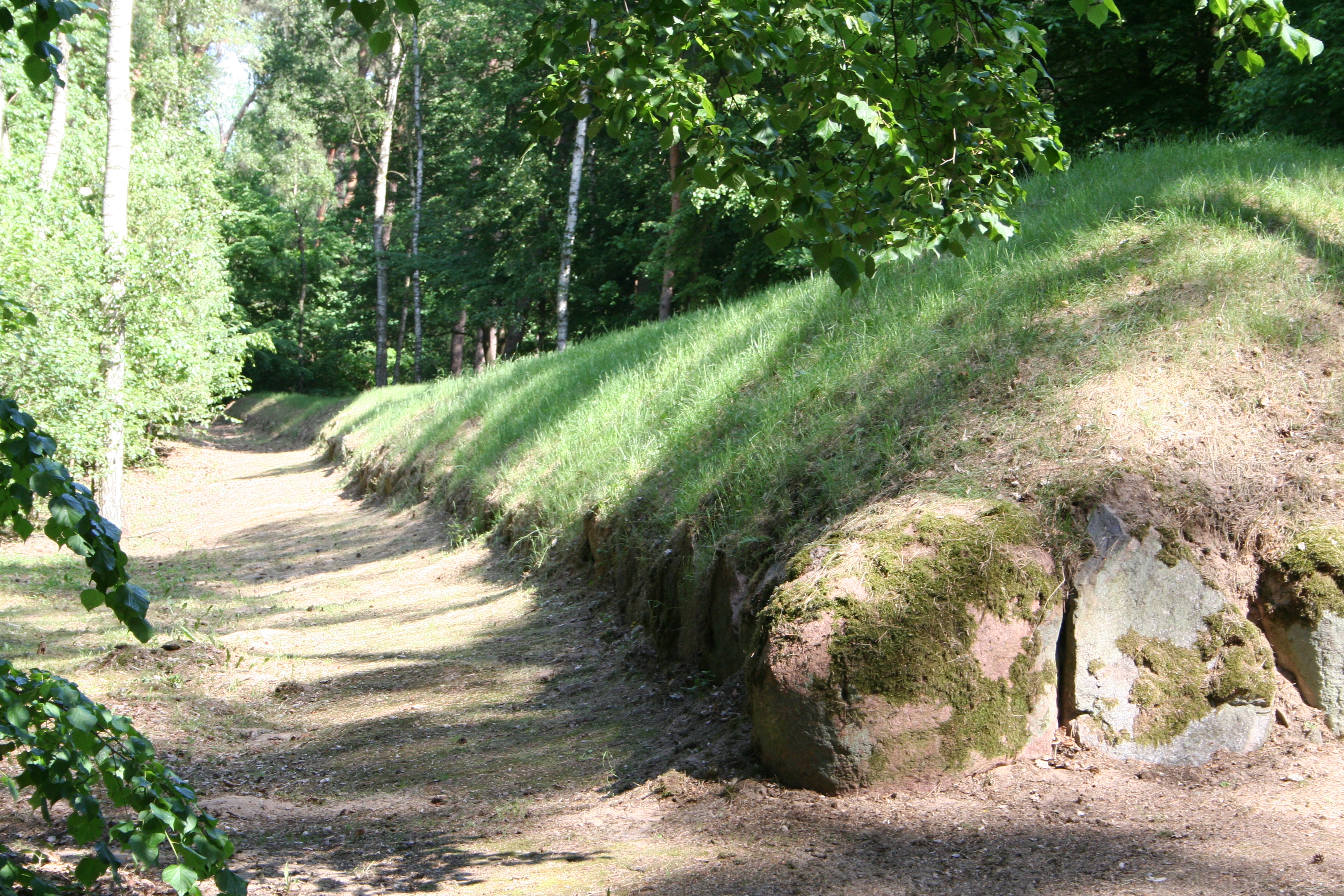
Túmulo II na reserva arqueológica

Wietrzychowice - uma aldeia na Polónia, localizada na voivodia da Kuyavian-Pomeranian, no distrito Włocławek, na comuna de Izbica Kujawska. Nos anos de 1919 a 1975, a cidade pertencia à província de Poznań e, entre 1975 e 1998, pertencia à província de Włocławek. Segundo o Censo Nacional (março de 2011), possuía 157 habitantes. É a décima terceira maior cidade da comuna de Izbica Kujawska.

## Reserva Arqueológica
Na floresta há uma reserva arqueológica - um cemitério esquelético. Foi construído por tribos de pastores e agricultores que viveram lá 5500 anos atrás. Devido ao tamanho das tumbas localizadas lá, também chamadas de colinas kuyavianas, são chamadas de pirâmides polonesas.
Entre os tribos mencionados, desenvolveu-se um sistema de crenças religiosas, que se manifestou no costume de erguer poderosas estruturas de pedra e terra. Esses aterros enormes, na forma de um triângulo alongado, geralmente com até 150 m de comprimento, estavam cobertos de pedregulhos e pedras maiores, cuja massa na parte do pico chegava a 7 a 10 toneladas; À medida que a tumba se estreitava, as pedras estavam ficando menores. Graças a isso, eles não caíram e esses edifícios poderiam ter sobrevivido quase inalterados por milênios. Há quebras no revestimento de pedra nas partes principais dos edifícios. Provavelmente eram entradas para câmaras de madeira destinadas a ritos funerários.
Em média, cerca de 150 m3 de pedras e cerca de 1000 m3 de solo foram usados para construir uma tumba. O transporte de materiais de construção, devido ao tamanho e peso considerável dos blocos de pedra, provavelmente foi feito com a ajuda de bois. Apenas homens foram enterrados nesses túmulos, chamados żalki - como Oskar Kolberg relata. Estudos demonstraram que eram enterros isolados, embora haja casos de encontrar dois homens enterrados ao mesmo tempo. Os mortos foram colocados na posição vertical, nas costas. As cabeças dos mortos foram direcionadas para a cabeça da tumba.
O equipamento para túmulos, geralmente modesto, era geralmente limitado a apenas uma ferramenta de pederneira, parte do vaso ou calcário, o que indica seu caráter simbólico. Uma manifestação de preocupação pelo destino do falecido e uma homenagem dada a ele por seus sobreviventes mais próximos foi, afinal, a própria pirâmide, a enormidade do trabalho posto em construção, de acordo com o costume predominante de enterro, um poderoso túmulo terrestre. Devido à maneira como essas tumbas e suas partes internas são construídas com pedras grandes, elas são incluídas nas chamadas túmulos megalíticos. Eles vêm do Neolítico e constituem os aterros mais antigos de nossas terras, associados à cultura dos copos de funil (final do século IV e início do terceiro milênio antes de Cristo). Quanto ao surgimento, as tumbas precedem a construção das pirâmides egípcias. Provavelmente eram locais de sepultamento para as pessoas de poder, governantes locais, padres ou anciãos tribais. No topo das tumbas são encontrados restos de enfermarias e cerimônias posteriores. Provavelmente tumbas também eram um local de rituais de culto realizados com a participação de toda a comunidade.